# Christine Ott
Pour les articles homonymes, voir Ott.
Christine Ott est une musicienne française, compositrice et arrangeuse, née le 10 août 1963 à Strasbourg.
Elle est à la fois pianiste et virtuose des ondes Martenot.

## Biographie
Christine Ott est médaillée d'or du conservatoire de Strasbourg et a obtenu le prix du Conservatoire national supérieur de musique et de danse de Paris. Elle a été élève successivement de Françoise Cochet-Métairon au Conservatoire de Strasbourg, puis de Valérie Hartmann-Claverie et Jeanne Loriod au Conservatoire de Paris. Elle enseigne la pratique des ondes Martenot au Conservatoire de de Strasbourg depuis 1997.
De formation classique, elle s'est produite comme ondiste soliste au sein de nombreux orchestres classiques et festivals. Elle interprète les œuvres majeures du répertoire pour ondes Martenot (Olivier Messiaen, Marcel Landowski, Edouard Michael, Edgard Varèse, Arthur Honegger, André Jolivet... sous la direction notamment de Steven Mercurio, Stefan Anton Reck, Cyril Diederich ou David Reiland), mais aussi des œuvres plus récentes telles que "Smear" écrite par Jonny Greenwood (Radiohead), qu'elle jouera notamment au Festival Présences de Radio France avec le Sinfonietta d'Oslo en 2008. En 2006, elle est choisie pour représenter les ondes Martenot au premier Festival de Musique Électronique de Budapest. Elle obtient en 2002 le premier prix de compositions François de Roubaix du Festival mondial de l'image sous-marine d'Antibes. Elle enregistre différentes pièces pour ondes Martenot au sein d'ensembles de musique de chambre dirigés par Jeanne Loriod à la fin de sa vie ; notamment le disque Vol d'oiseau pour quatuor d'ondes Martenot et piano avec des pièces de Guinot, Lévine ou Blanchot , mais aussi pour six ondes l'album Electric Dream Fantasy de Roger Tessier, directeur artistique de l'ensemble L'itinéraire.
Christine Ott s'est surtout fait connaître dans le champ des musiques populaires, et pour avoir travaillé sur disque comme sur scène avec Yann Tiersen pendant près de 10 ans, de 2000 à 2009. Elle a également collaboré avec Dominique A, Radiohead, Jean-Philippe Goude, Syd Matters, Tindersticks, Noir Désir, DAAU, Cascadeur, Chapelier Fou ou Oiseaux-Tempête.
Depuis 2009 et son départ du groupe de Yann Tiersen, Christine Ott se consacre essentiellement à sa carrière solo. Elle sort son premier album intitulé "Solitude Nomade",. Selon la presse qui entoure la sortie du disque, sa musique est à la fois inclassable, mélodieuse, inspirée et inquiétante grâce à son instrument énigmatique, captivant et insaisissable,. En 2016, sort son second album Only Silence Remains, chroniqué notamment par les Inrockuptibles ou The Wire, Adventures in Modern Music. La compositrice publie en 2020 son troisième album solo intitulé Chimères (pour Ondes Martenot), entièrement conçu à partir des Ondes Martenot. L'album est produit par Mondkopf et Frederic D. Oberland sur leur label NAHAL Recordings. En 2015, elle forme avec Mathieu Gabry le projet parallèle Snowdrops, et avec lequel elle réalise plusieurs créations scéniques et bandes originales pour des films ou pour le théâtre. Le duo sort en 2020 l'album intitulé Volutes, chez Injazero Records, et que le quotidien britannique The Guardian classe dans les 10 meilleurs albums de musique contemporaine de 2020.
Compositrice à la sensibilité communicative et éminemment cinématographique, elle cultive son approche de la musique à l'image dans de nombreuses bandes originales et dans ses ciné-concerts reconnus pour leur précision particulière ; en 2012, elle propose une nouvelle partition sonore pour le film Tabou, de F.W. Murnau,, et en 2014, elle crée un ciné-concert sur la base de courts métrages de Lotte Reiniger, pionnière du cinéma d'animation en théâtre d'ombres dans les années 30. Son travail sur Nanook of the north de Robert Flaherty est également reconnu. Elle présente cette création en collaboration avec le joueur de Hang Torsten Böttcher au Festival International du Film de La Rochelle en 2013, puis tournera à nouveau cette création à l'hiver 2019.
Elle a signé la musique originale du film La Fin du silence de Roland Edzard (Quinzaine des réalisateurs, Festival de Cannes 2011) ou encore du premier film du thailandais Phuttiphong Aroonpheng Manta Ray. Le film reçoit le prix du meilleur film à la Mostra de Venise 2018, sélection Orizzonti,. Au-delà de ses compositions originales, elle donne également sa couleur unique à certains films où elle intervient en tant qu'interprète ou co-compositrice : sur « Le Fabuleux Destin d'Amélie Poulain » de Jean-Pierre Jeunet (composition Yann Tiersen), sur Où va la nuit de Martin Provost (composition Hugues Tabar-Noval), sur Les salauds de Claire Denis (composition Tindersticks), ou encore sur Minute Bodies, co-composé avec Stuart Staples et Thomas Belhom ; le thème principal est une de ses compositions solo aux Ondes Martenot, et certains chapitres sont des ré-interprétations de morceaux issus de Only Silence Remains. La création est présentée en avant première au Festival du film de Londres et est diffusée dans différents festivals comme au centre Pompidou-Metz. Christine Ott est régulièrement invitée comme membre de jurys de festival de cinéma, comme au Festival du film francophone de Tübingen en 2013 ou au Festival international du court métrage de Clermont-Ferrand en 2020.
En tant que pianiste, Christine Ott dit fréquemment que le fait d'être ondiste lui donne une technique toute particulière. Son travail de compositrice est régulièrement rapproché des compositeurs français du XXe siècle (Olivier Messiaen, Claude Debussy, Erik Satie) ainsi que des pionnières des musiques électroniques telles que Laurie Spiegel, Wendy Carlos ou Suzanne Ciani.

## Œuvres personnelles

### Albums Studio
- 2009 : Solitude Nomade
- 2016 : Only Silence Remains
- 2016 : TABU soundtrack
- 2020 : Chimères (pour Ondes Martenot)
- 2021 : Time to Die
- 2023 : Éclats (Piano Works)

### Projets parallèles
- 2020 : Snowdrops - Volutes
- 2021 : Theodore Wild Ride - s/t
- 2021 : Snowdrops - Inner Fires
- 2022 : Snowdrops - Missing Island
- 2023 : The Cry - s/t
- 2024 : Snowdrops - Singing Stones (volume 1)

### Ciné-concerts
- 2012 : Tabou de F.W. Murnau
- 2013 : Nanouk l'esquimau de Robert Flaherty
- 2014 : Contes et légendes par Lotte Reiniger / "Lotte, mon amour"

### Bande originale de film ou de scène
- 2011 : La Fin du silence de Roland Edzard (musique par Christine Ott quartet, avec Marc Sens, Eric Groleau et Anil Eraslan)
- 2015 : Le passage des anges par Bruno Cadillon et la Cie du Hasard (musique par Snowdrops ; Christine Ott et Mathieu Gabry)
- 2016 : Minute Bodies de F. Percy Smith, édité par David Reeve et Stuart Staples, sur une musique de Tindersticks avec Christine Ott et Thomas Belhom.
- 2018 : Manta Ray de Phuttiphong Aroonpheng (musique par Snowdrops), publiée le 15 mars 2019 sur le label Gizeh Records[25].

## Collaborations

### Participations Albums Studio
- 2001 : L'Absente de Yann Tiersen
- 2003 : Qu'est ce qu'on se fait chier par les Têtes Raides
- 2003 : Forgotten Ladies de Miam Monster Miam
- 2004 : Tout sera comme avant de Dominique A
- 2004 : Contre le centre de Mobiil
- 2005 : Les Retrouvailles de Yann Tiersen
- 2005 : Le point de côté de Dominique Petitgand
- 2005 : Plays the Residents de Narcophony
- 2005 : Fragile par les Têtes Raides
- 2008 : Aux solitudes de Jean-Philippe Goude
- 2008 : Ghost Days de Syd Matters
- 2008 : À l'attaque de Loïc Lantoine
- 2008 : Ersatz de Julien Doré
- 2009 : The dark age of love de This Immortal Coil (Bonnie Prince Billy, Matt Elliott, DAAU...)
- 2009 : A la récré par Weepers Circus
- 2011 : N'importe où, hors du monde de Weepers Circus
- 2011 : 613 de Chapelier Fou
- 2012 : Everything was story de Raphelson
- 2013 : Ghost surfer de Cascadeur
- 2013 : I de Paul D'Amour
- 2015 : Effacer la mer de Orso Jesenska
- 2015 : Winter sessions de Valparaiso
- 2016 : Unworks & Rarities de Oiseaux-Tempête
- 2017 : EARTH de Foudre! (side-project de Mondkopf, Saåad et Frédéric D. Oberland)[33]
- 2017 : Broken Homeland de Valparaiso
- 2018 : Ceremony in the stillness de A-Sun Amissa
- 2021 : The Love Note de Benjamin Schoos
- 2022 : The dark age of love II de This Immortal Coil en compagnie de Aho Ssan, Shannon Wright ou David Chalmin...
- 2023 : French Kiss de Chilly Gonzales

### Albums Live
- 2002 : C'était ici de Yann Tiersen
- 2004: 28.05.04 des Têtes Raides
- 2006 : On Tour de Yann Tiersen

### Participations Musiques de Film
- 2001 : Le fabuleux destin d'Amélie Poulain de Jean-Pierre Jeunet par Yann Tiersen
- 2001 : Swing de Tony Gatlif
- 2008 : 35 rhums de Claire Denis par Tindersticks
- 2008 : Tabarly de Pierre Marcel par Yann Tiersen
- 2011 : Claire Denis Film Scores par Tindersticks
- 2011 : Où va la nuit de Martin Provost par Hugues Tabar-Noval

### Participations Musique Classique & Contemporaine
- 1995 : Les trois petites liturgies de la présence divine de Olivier Messiaen
- 1997 : Les Adieux de Marcel Landowski
- 1998 : il Mantello, opéra de Luciano Chailly
- 1999 : Ecuatorial d'Edgard Varèse
- 2009 : Aux Solitudes de Jean-Philippe Goude
- 2013 : Les Innatendus III (Edouard Michael, Nocturne ; André Jolivet, Suite Delphique ; Arthur Honegger, Symphonie no 2 pour orchestre à cordes)

### Participations scènes Musiques actuelles
- de 2000 à 2010 : Membre du Yann Tiersen band
- Divers groupes, Married Monk, Cascadeur, Radiohead, Narcophony, Têtes raides, The Hyènes, Syd Matters, Oiseaux-Tempête, Loïc Lantoine, Venus, Foudre!

### Compilations
- 2001 : Les oiseaux de passage (Yann Tiersen)
- 2011 : Tels Alain Bashung, Aucun express (Noir Désir)[34]

### Vidéographie
- 2005 : Concert à Canal+ avec Radiohead[35]
- 2010 : Carte blanche à Christine Ott, théâtre de Neuilly